# Cheech Marin
Cheech Marin, pseudonimo di Richard Anthony Marin (Los Angeles, 13 luglio 1946), è un attore, comico, cabarettista e musicista statunitense, membro del duo comico di Cheech & Chong.

## Biografia
Marin nasce a Los Angeles, in California, il 13 luglio del 1946, figlio di Oscar Marin, un poliziotto della LAPD, e di Elsa Meza, una segretaria, ambedue di origini messicane. Il soprannome, e di conseguenza nome d'arte, Cheech deriva da un'abbreviazione di chicharrón (un tipico piatto spagnolo e latinoamericano a base di cotenna fritta), e gli venne affibbiato da un suo zio durante l'infanzia. Va fierissimo delle sue radici messicane e s'identifica inoltre come chicano, cosa che si riflette spesso nella sua tendenza ad imprimere un accento ispanico ai personaggi comici da lui interpretati, benché non sia per sua stessa ammissione del tutto fluente in spagnolo.
Dopo essersi diplomato presso la Bishop Alemany High School, frequentò l'università presso la California State University, dove s'affiliò alla Phi Sigma Kappa, una confraternita che tende a migliorare una persona sotto il punto di vista della fratellanza, del carattere e del profitto, laureandovisi nel 1968. In quello stesso anno, per eludere il servizio di leva per la guerra del Vietnam, si trasferì in Canada, dapprima a  Vancouver ed in seguito a Calgary, dove vi conobbe Tommy Chong. I due divennero da subito buoni amici e, in seguito, formarono un duo comico noto come Cheech & Chong, che godette di una certa popolarità durante gli anni della controcultura, in particolar modo grazie al loro umorismo legato al tema del consumo di cannabis. Verso la fine degli anni ottanta, a seguito dello scioglimento del gruppo, tentò una carriera da attore "solista" in diversi film. Tra i più noti, Born in East L.A..
In seguito passò alla televisione, dove prese parte alla serie poliziesca Nash Bridges, nella quale ricoprì il ruolo di Joe Dominguez, collega di Nash (Don Johnson). In tempi più recenti ha partecipato a diversi film, (tra cui Machete, accanto a Johnson) con ruoli da non protagonista e ha fatto da narratore in diversi cartoni animati. Il suo lavoro per la televisione include un ruolo di supporto in Giudice Amy, dove interpreta un architetto indipendente. È considerato uno degli attori-feticcio di Robert Rodriguez, con il quale ha lavorato per sei occasioni diverse: la Trilogia del Mariachi, la trilogia di Spy Kids e Dal tramonto all'alba (nel quale interpreta tre ruoli diversi). Inoltre ha doppiato diversi cartoni animati della Disney, tra cui Il re leone e Cars - Motori ruggenti. Ebbe un cameo anche in Ghostbusters II.
Marin è uno dei più grandi collezionisti d'arte d'ispirazione chicana negli Stati Uniti e la sua collezione privata è probabilmente la più grande del mondo. Due esibizioni nazionali hanno incluso lavori della sua collezione. Inoltre è un grande giocatore di golf, nonostante  inizialmente odiasse questo sport sino a quando non partecipò al film Tin Cup, con Kevin Costner e ancora Don Johnson.
Marin è nato con un labbro leporino, che è stato solo in seguito curato.
Dopo aver girato Nash Bridges a San Francisco, si è trasferito nella città per motivi di lavoro, e ora è un residente del quartiere di Sea Cliff.
Marin partecipa alla traccia nascosta "Earache My Eye" nell'album dei Korn Follow the Leader.
Marin ha ripreso il suo ruolo della iena Banzai del Re Leone per il videogioco Kingdom Hearts II. Nel 2006 ha doppiato Ramone, una lowrider nel film Cars - Motori ruggenti.
Nel 2006 ha partecipato allo show Celebrity Duets di Simon Cowell, cantando con Peter Frampton, Randy Travis, Clint Black, Aaron Neville e Al Jarreau. È stato l'ultimo a essere eliminato.
Nella terza stagione di Lost, interpreta il padre di Hugo "Hurley" Reyes.

## Vita privata
Si è sposato tre volte: prima con l'attrice Darlene Morley dal 1975 al 1984 da cui ha avuto un figlio; poi dal 1986 al 2009 con l'artista Patti Heid da cui ha avuto due figli; dal 2009 è sposato con la fotografa Natasha Rubin, sua fidanzata di lunga data.

## Filmografia

### Attore
- Barbagialla, il terrore dei sette mari e mezzo (Yellowbeard), regia di Mel Damski (1983)
- Fuori orario (After Hours), regia di Martin Scorsese (1985)
- Ghostbusters II - Acchiappafantasmi II (Ghostbusters II), regia di Ivan Reitman (1989)
- Desperado, regia di Robert Rodriguez (1995)
- La grande promessa (The Great White Hype), regia di Reginald Hudlin (1996)
- Tin Cup, regia di Ron Shelton (1996)
- Dal tramonto all'alba (From Dusk till Dawn), regia di Robert Rodríguez (1996)
- Paulie - Il pappagallo che parlava troppo (Paulie), regia di John Roberts (1998)
- Ho solo fatto a pezzi mia moglie (Picking Up the Pieces), regia di Alfonso Arau (2000)
- Spy Kids (2001)
- Nash Bridges - serie TV, 120 episodi (1996-2001)
- Spy Kids 2 - L'isola dei sogni perduti (Spy Kids 2: The Island of Lost Dreams), regia di Robert Rodriguez (2002)
- Masked and Anonymous, regia di Larry Charles (2003)
- Missione 3D - Game Over (Spy Kids 3-D: Game Over), regia di Robert Rodriguez (2003)
- C'era una volta in Messico (Once Upon a Time in Mexico), regia di Robert Rodriguez (2003)
- Fuga dal Natale (Christmas with the Kranks), regia di Joe Roth (2004)
- Detective a due ruote (2005)
- Machete, finto trailer di Grindhouse - Planet Terror (Planet Terror), regia di Robert Rodriguez (2007)
- Lost (3 episodi, 2007-2009) - Serie TV
- Corsa a Witch Mountain (2009)
- Machete, regia di Robert Rodriguez e Ethan Maniquis (2010)
- Rob – serie TV, 8 episodi (2012)
- Nonno questa volta è guerra (The War with Grandpa), regia di Tim Hill (2020)
- Un matrimonio esplosivo (Shotgun Wedding), regia di Jason Moore (2022)

### Doppiatore
- Oliver & Company, regia di George Scribner e Tim O'Donnell (1988)
- FernGully - Le avventure di Zak e Crysta (FernGully: The Last Rainforest), regia di Peter Faiman e Wayne Young (1992)
- Il re leone (The Lion King), regia di Roger Allers e Rob Minkoff (1994)
- Pinocchio, regia di Roberto Benigni (2002) voce nella versione inglese della volpe
- Il re leone 3 - Hakuna Matata (The Lion King 1½), regia di Bradley Raymond (2004)
- Cars - Motori ruggenti (Cars), regia di John Lasseter (2006)
- Kingdom Hearts II - videogioco (2006)
- Beverly Hills Chihuahua, regia di Raja Gosnell (2008)
- Cars 2, regia di John Lasseter (2011)
- Il libro della vita (Book of Life), regia di Jorge R. Gutierrez (2014)
- Cars 3, regia di Brian Fee (2017)
- Coco, regia di Lee Unkrich (2017)

## Doppiatori italiani
Nelle versioni in italiano delle opere in cui ha recitato, Cheech Marin è stato doppiato da:
- Piero Tiberi in Nash Bridges, Spy Kids, Spy Kids 2 - L'isola dei sogni perduti, Missione 3D - Game Over, C'era una volta in Messico, Detective a due ruote, Corsa a Witch Mountain
- Angelo Nicotra in Tin Cup, Machete, Disjointed, Nonno questa volta è guerra
- Giorgio Lopez in Paulie - Il pappagallo che parlava troppo, Fuga dal Natale
- Saverio Moriones in Cuori al Golden Palace, Ho solo fatto a pezzi mia moglie
- Ambrogio Colombo in Psych, Un matrimonio esplosivo
- Mino Caprio in Grindhouse - Planet Terror, Campioni
- Massimo Dapporto in Cheech e Chong sempre più fumati
- Renato Mori in Desperado
- Emilio Cappuccio in Lost
- Vittorio Stagni in L'anello dei tre Moschettieri
- Gastone Pescucci in Barbagialla, il terrore dei sette mari e mezzo
- Mario Bombardieri in Dal tramonto all'alba (guardia di frontiera)
- Bruno Alessandro in Dal tramonto all'alba (Chet Pussy) e in Grey's Anatomy
- Eugenio Marinelli in Dal tramonto all'alba (Carlos Madrigal)

Da doppiatore è sostituito da:
- Eugenio Marinelli in Cars - Motori ruggenti, Cars 2, Cars 3
- Marco Guadagno in Il re leone, Il re leone 3 - Hakuna Matata
- Pino Insegno in Beverly Hills Chihuahua
- Teo Bellia in Oliver & Company
- Gerolamo Alchieri ne I Simpson
- Roberto Fidecaro in Coco